# その他くん
『その他くん』（そのたくん）は、つのだじろうによる日本の漫画。1976年（昭和51年）5・6合併号から52号にかけて、週刊少年マガジン（講談社）に連載された。

## 概要
漫画家に憧れる中学3年生「その他くん＝本名・君輪園太（きみわ・そのた）」は、勉強もスポーツも、そして漫画家を目指しているのに絵も下手くそ。そんなその他くんが、作者のつのだじろうや矢口高雄などの実在の漫画家から厳しい指導を受けたり、謎の老人から漫画の描き方の指南を受けたりしながら、売れっ子漫画家を目指す。漫画の書き方や漫画家としての心構え、出版業界の事情等が描かれているほか、漫画家を目指して悩み苦しみ、時には挫折にうちひしがれるその他くんとその仲間たちの青春群像という側面もある。

## 登場人物
その他くん
本名は君輪園太（きみわ・そのた）。深川のたい焼き屋の息子で、漫画家に憧れている。勉強もスポーツも苦手、漫画家を目指しているのに絵も下手くそ、何をやってもダメで、クラスでも落ちこぼれのために、「その他くん」というあだ名がついた。謎の老人・ガミガミ先生から四コマ漫画の指導を受けたり、同じく漫画家を目指す一癖ある若者の集団「ペンだこ党梁山泊」に加わったりして、夢の実現を目指す。
その他くんの父
深川のたい焼き屋「君輪」の主人。その他くんの母共々、何をやらせてもダメなその他くんの将来を心配している。その他くんが漫画家を目指すことには、当然の如く猛反対している。漫画家への夢を諦めさせるためにその他くんの宝物である漫画コレクションをちり紙交換に出してしまったこともある。ただ、そのお詫びとしてその他くんに高校に行かせるはずだった3年分の猶予とスケッチブックを与えている。
担任の先生
勉強もスポーツもダメなその他くんを心配している。一方で、漫画家を目指すその他くんの情熱も理解しており、その他くんの将来に向けてアドバイスを送ったり、手塚治虫に引き合わせたりしている。
南条ひかる
その他くんが出会った漫画家志望の少女。偶然であった編集者に認められ、早々にプロデビューを果たす。
上神四駒
元有名漫画家の絵師。通称ガミガミ先生。その他くんに漫画（特に四コマ漫画）の描き方を厳しく指南する。すぐ怒鳴り、とても怖い。つのだの師匠で、1973年に逝去した島田啓三が投影されたキャラクター。つのだ自身も島田から「4コマこそが漫画の基礎である」という指導を受け、ひたすら描く練習をしていた。
ペンだこ党梁山泊の面々
天満十三、長万部真冬、熊本熊五郎、郡山若松ら、地方から上京して漫画家になるため切磋琢磨している素質ある若者たち。おんぼろアパートの四畳半をねぐらとしている。その他くんを仲間に引き入れ、互いに刺激し合いながらプロデビューを目指している。出身地がそのまま名前の元になっているが、後の『5五の龍』では将棋の戦法をそのまま仲間たちの名前の元にしている。
一番一太
ペンだこ党梁山泊の面々が応募した少年マガジン新人漫画賞で、第一席に入選した作者。
実在の漫画家たち
「その他くん」には、実在の漫画家たちも数多く出演している。
- つのだじろう：作品中の随所に登場して漫画の書き方や漫画家としての心構えを説明しているほか、登場人物に自身の漫画哲学や理想の漫画家像を語らせている。
- 手塚治虫：担任の先生がその他くんの漫画の評価を依頼した漫画家たちの大御所。その他くんの作品を「子どもの落書き程度」と切り捨て、「まだ批評を受ける段階ではない」と評し、物語の発端となる。
- 石森章太郎：その他くんの「アシスタントにしてほしい」との申し出を断る。プールで入水自殺を図ったその他くんを助け、石森プロの仕事場を見学させる。
- 藤子不二雄：上神四駒の厳しい言いつけにふて腐れるその他くんに対し、上神老人が漫画の大家であることを明かし、素直に地道に努力するように諭す。本作品で登場するのは藤子不二雄A。
- 矢口高雄：その他くんと南条ひかるたち漫画家志望のグループが参加した講談社マンガまつりで、グループで作った肉筆回覧誌を批評する。ほとんどの作品を「続き物は評価不能」「絵が乱暴で汚い」と酷評するが、その他くんの四コマ漫画だけを「ありきたりだが一応合格」と評価する。だがそれが原因でグループは崩壊してしまう。